# مانو بالانكار
مانو بالانكار (بالإسبانية: Manu Palancar)‏ هو لاعب كرة قدم إسباني في مركز الدفاع، ولد في 25 أكتوبر 1990 في إشبيلية في إسبانيا. لعب مع ريال بيتيس.